# Colosseo

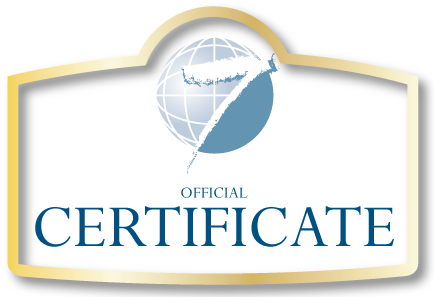
Certificato ufficiale di adesione. Nel 2007 il Colosseo viene eletto come parte delle nuove sette meraviglie del mondo.

quando cadrà il Colosseo, cadrà anche Roma;
quando cadrà Roma, cadrà anche il mondo»
(Profezia di Beda il Venerabile, VIII secolo)
Il Colosseo, originariamente conosciuto come Anfiteatro Flavio (in latino Amphitheatrum Flavium) o semplicemente Amphitheatrum (in italiano Anfiteatro), è il più grande anfiteatro romano del mondo (in grado di contenere un  numero di spettatori stimato tra 50 000 e 87 000), situato nel centro della città di Roma. È il più importante anfiteatro romano, nonché il più imponente monumento dell'antica Roma che sia giunto fino a noi.
Inserito nel 1980 nella lista dei Patrimoni dell'umanità dell'UNESCO - insieme all'intero Centro storico di Roma, alle Zone extraterritoriali della Santa Sede in Italia e alla Basilica di San Paolo fuori le mura - nel 2007, unico monumento europeo, è stato anche inserito fra le Nuove sette meraviglie del mondo a seguito di un concorso organizzato da New Open World Corporation (NOWC).
L'anfiteatro fu edificato in epoca flavia su un'area al limite orientale del Foro Romano. La sua costruzione, iniziata da Vespasiano nel 70 d.C., fu conclusa da Tito, che lo inaugurò il 21 aprile nell'80 d.C. Ulteriori modifiche vennero apportate durante l'impero di Domiziano, nel 90 d.C.
L'edificio forma un ovale policentrico di 527 m di perimetro, con assi che misurano 187,5 e 156,5 m. L'arena all'interno misura 86 × 54 m, con una superficie di 3357 m². L'altezza attuale raggiunge 48 m, ma originariamente arrivava a 52 m. La struttura esprime con chiarezza le concezioni architettoniche e costruttive romane della prima Età imperiale, basate rispettivamente sulla linea curva e avvolgente offerta dalla pianta ellittica e sulla complessità dei sistemi costruttivi. Archi e volte sono concatenati tra loro in un serrato rapporto strutturale.
Il nome "Colosseo" si diffuse solo nel Medioevo, e deriva dalla deformazione popolare dell'aggettivo latino "colosseum" (traducibile in "colossale", come appariva nell'Alto Medioevo tra le casette a uno o due piani) o, più probabilmente, dalla vicinanza della colossale statua di Nerone che sorgeva nei pressi.
Presto l'edificio divenne simbolo della città imperiale, espressione di un'ideologia in cui la volontà celebrativa giunge a definire modelli per lo svago e il divertimento del popolo.
Anticamente era usato per gli spettacoli dei gladiatori e altre manifestazioni pubbliche (spettacoli di caccia, battaglie navali, dette naumachie, rievocazioni di battaglie famose e drammi basati sulla mitologia classica). Non più in uso dopo il VI secolo, l'enorme struttura venne riutilizzata nei secoli, anche come cava di materiale. Oggi è un simbolo della città di Roma e una delle maggiori attrazioni turistiche sotto forma di monumento archeologico regolarmente visitabile.
Nel 2012 le condizioni della struttura del Colosseo destarono preoccupazione, in seguito a studi che avevano individuato oltre 3.000 lesioni e un esteso stato fessurativo. Inoltre venne rilevata un'inclinazione di 40 cm della struttura, probabilmente a causa di un cedimento della platea di fondazione su cui poggia.

## Storia
(Marziale, Liber de spectaculis, 1-7-8)

### Costruzione

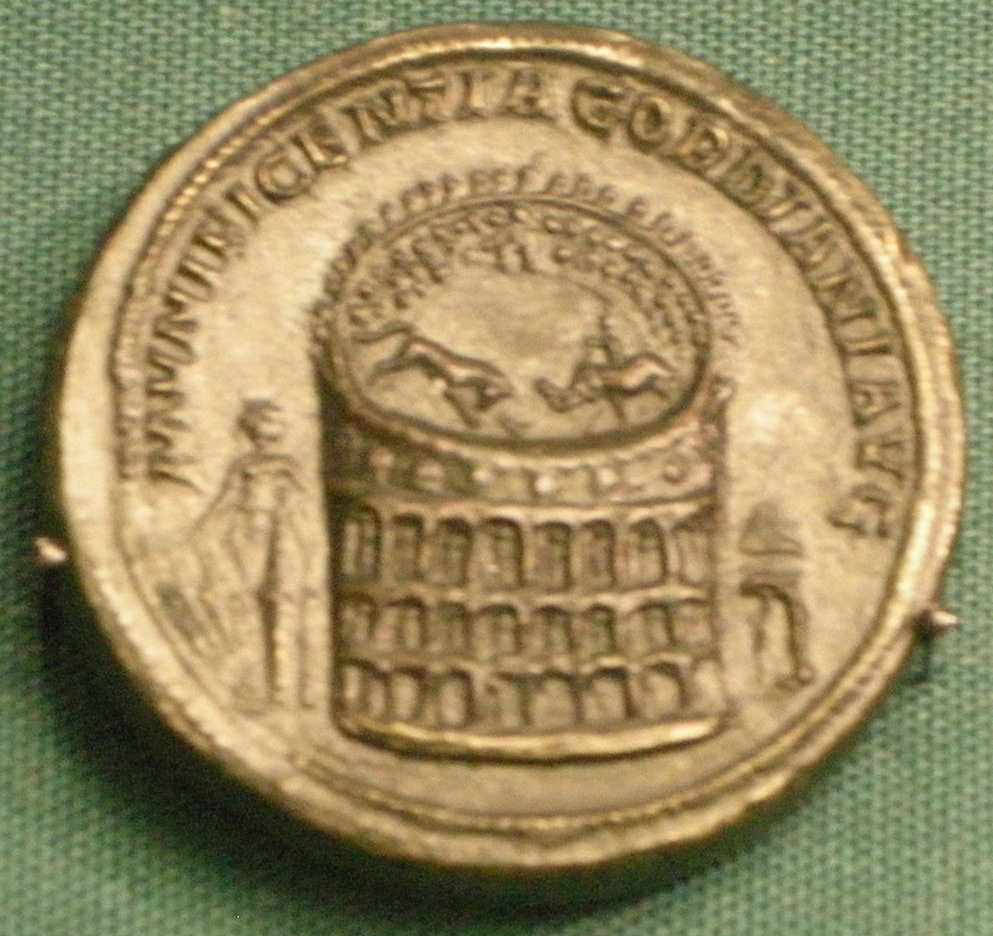
Sesterzio con la rappresentazione del Colosseo e dei suoi giochi

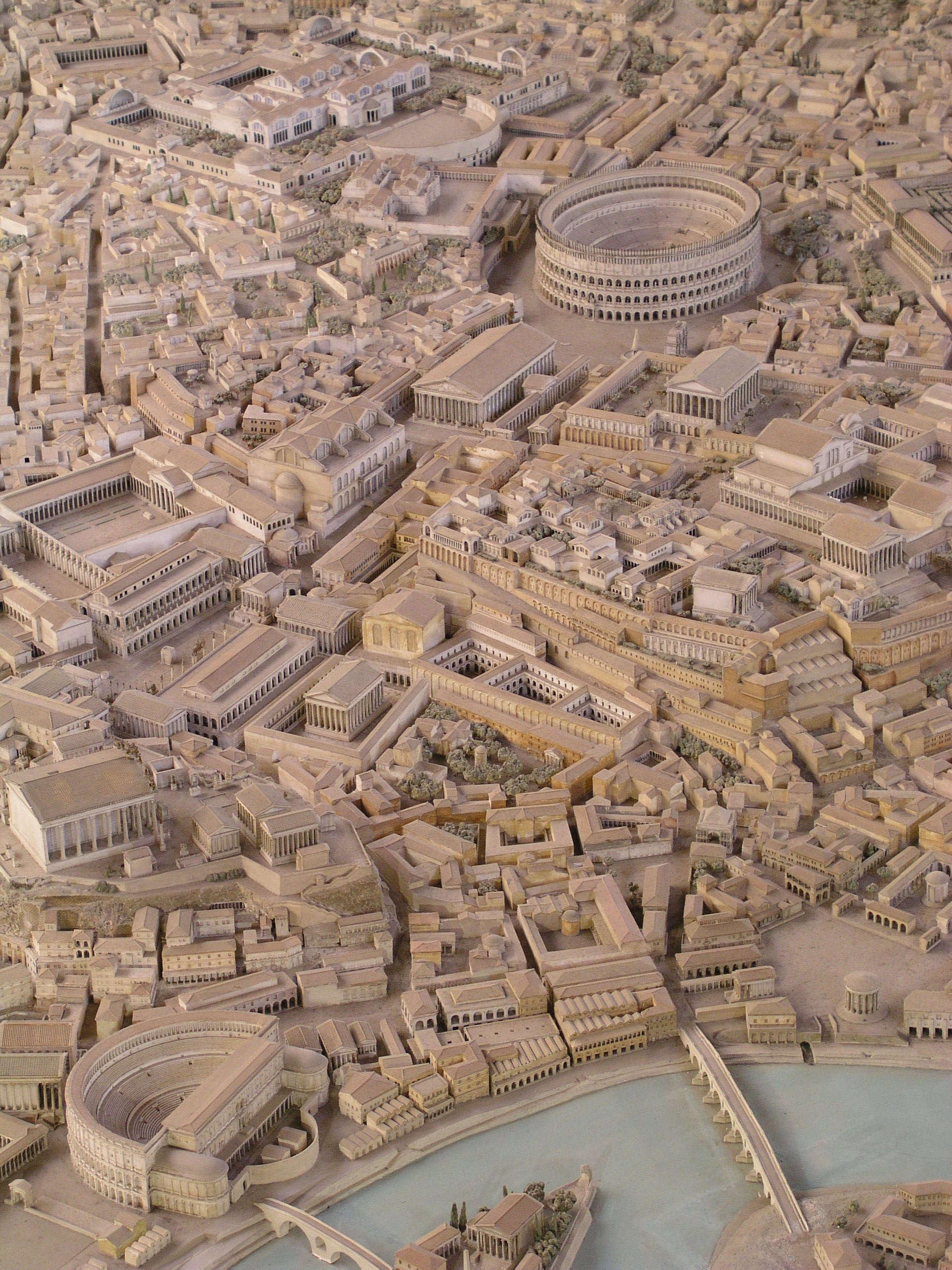
Il foro romano sulla sinistra e sullo sfondo il Colosseo, in basso l'isola Tiberina, da un diorama del Museo della civiltà romana all'EUR

La costruzione iniziò fra il 70 e il 72 sotto l'imperatore Vespasiano, della dinastia flavia. I lavori furono finanziati, come altre opere pubbliche del periodo, con il provento delle tasse provinciali e il bottino del saccheggio del tempio di Gerusalemme (70). 
Nel 1813 fu rinvenuto un blocco di marmo reimpiegato in epoca tarda, che recava ancora i fori delle lettere di bronzo dell'iscrizione dedicatoria, in origine posta sopra un ingresso: il testo è stato ricostruito nel modo seguente: 
(CIL VI, 40454a2.)
L'area scelta era una vallata tra la Velia, il colle Oppio e il Celio, in cui si trovava un lago artificiale (lo stagnum citato dal poeta Marziale), fatto scavare da Nerone per la propria Domus Aurea.
Questo specchio d'acqua, alimentato da fonti che sgorgavano dalle fondazioni del Tempio del Divo Claudio sul Celio, venne ricoperto da Vespasiano con un gesto "riparatorio" contro la politica del "tiranno" Nerone, che aveva usurpato il terreno pubblico e lo aveva destinato a uso proprio, rendendo così evidente la differenza tra il vecchio e il nuovo principato. Vespasiano fece dirottare l'acquedotto per uso civile, bonificò il lago e vi fece gettare delle fondazioni, più resistenti nel punto in cui avrebbe dovuto essere edificata la cavea.
Vespasiano vide la costruzione dei primi due piani e riuscì a dedicare l'edificio prima di morire nel 79. L'edificio era il primo grande anfiteatro stabile di Roma, dopo due strutture minori o provvisorie di epoca giulio-claudia (l'amphiteatrum Tauri e l'amphiteatrum Caligulae) e dopo 150 anni dai primi anfiteatri in Campania.
Tito aggiunse il terzo e quarto ordine di posti e inaugurò l'anfiteatro con cento giorni di giochi nell'80. Poco dopo il secondo figlio di Vespasiano, l'imperatore Domiziano, operò notevoli modifiche, completando l'opera ad clipea (probabilmente scudi decorativi in bronzo dorato), aggiungendo forse il maenianum summum in ligneis e realizzando i sotterranei dell'arena: dopo il completamento dei lavori non fu più possibile tenere nell'anfiteatro le naumachie (rappresentazioni di battaglie navali), che invece le fonti riportano per l'epoca precedente.
Contemporaneamente all'anfiteatro furono innalzati alcuni edifici di servizio per i giochi: i ludi (caserme e luoghi di allenamento per i gladiatori, tra cui sono noti il Magnus, il Gallicus, il Matutinus e il Dacicus), la caserma del distaccamento dei marinai della Classis Misenensis (la flotta romana di base a Miseno) adibiti alla manovra del velarium (castra misenatium), il summum choragium e gli armamentaria (depositi delle armi e delle attrezzature), il sanatorium (luogo di cura per le ferite dei combattimenti) e lo spoliarum, un luogo in cui venivano trattate le spoglie dei gladiatori morti in combattimento.

### L'epoca imperiale
(Madame de Staël)

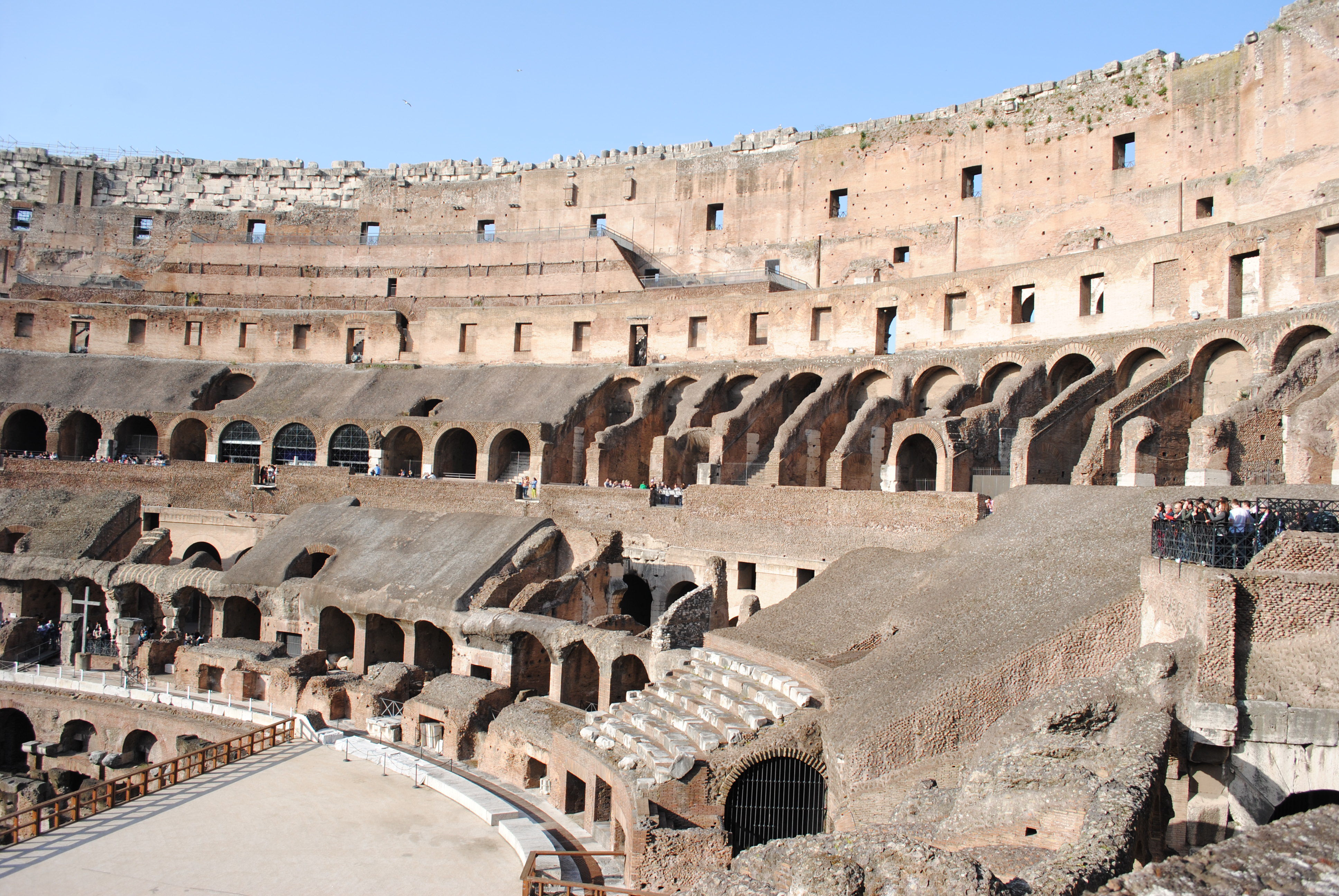
Dettaglio interno del Colosseo

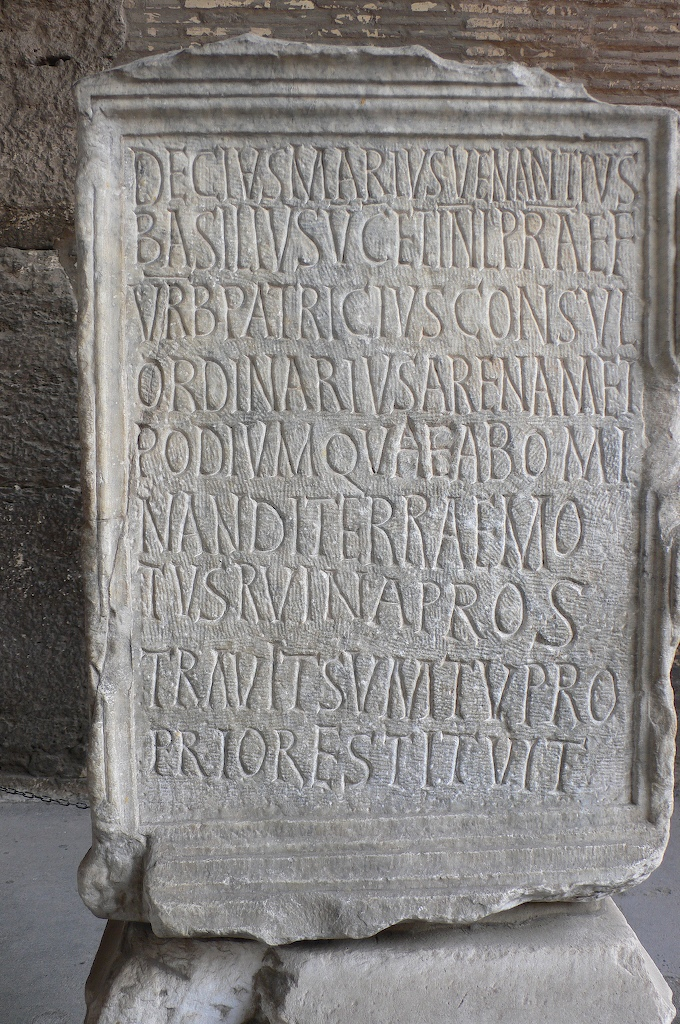
Iscrizione apposta da Decio Mario Venanzio Basilio per celebrare i restauri del Colosseo, effettuati a sue spese dopo un terremoto

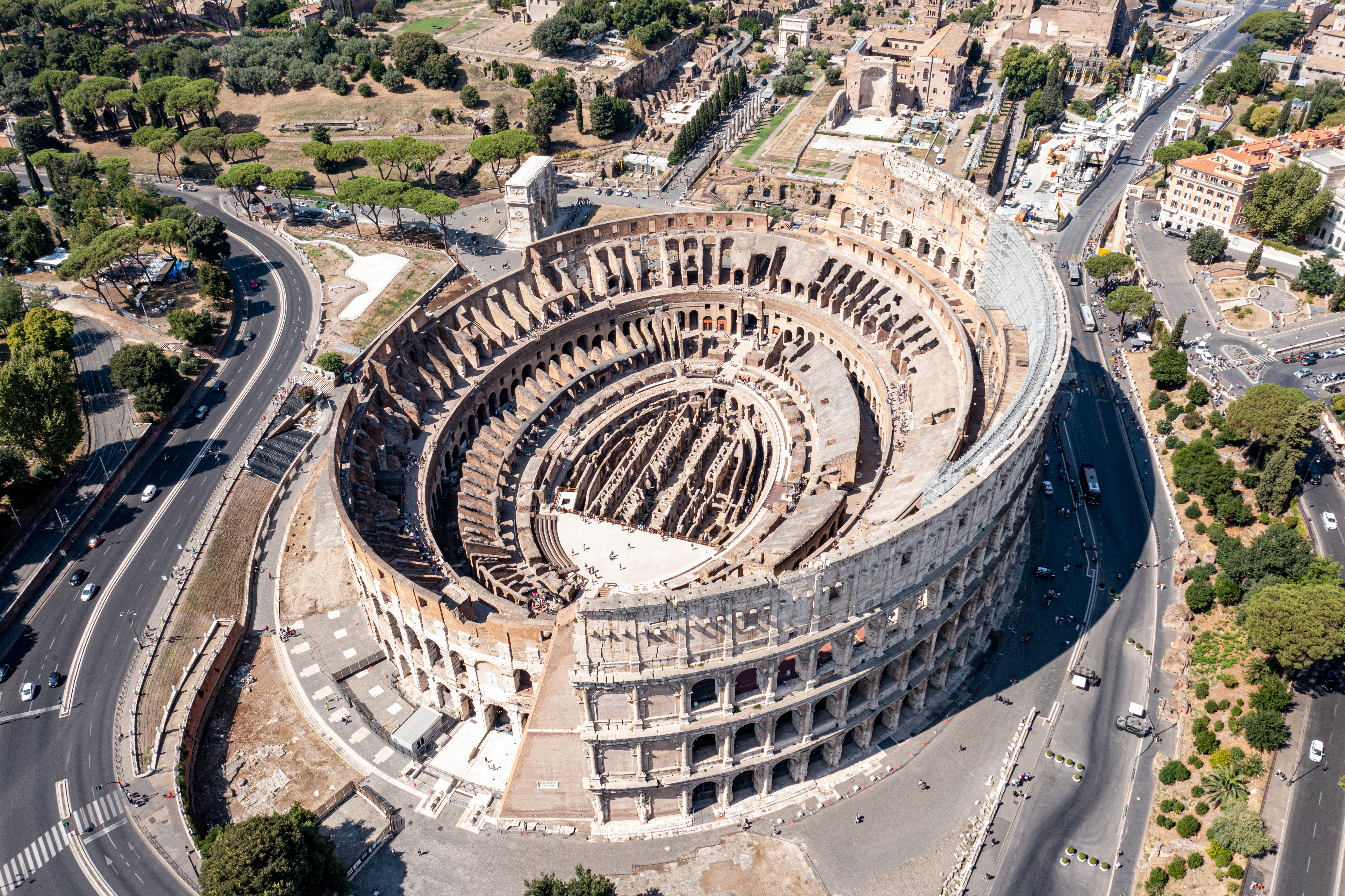
Il Colosseo nel 2021

Nerva e Traiano fecero dei lavori, attestati da alcune iscrizioni, ma il primo intervento di restauro si ebbe sotto Antonino Pio. Nel 217 un incendio, innescato presumibilmente da un fulmine, fece crollare le strutture superiori; i lavori di restauro fecero chiudere il Colosseo per cinque anni, dal 217 al 222, e i giochi si trasferirono al Circo Massimo. I lavori di restauro furono iniziati sotto Eliogabalo (218-222) e portati avanti da Alessandro Severo, che rifece il colonnato sulla summa cavea. L'edificio fu riaperto nel 222, ma solo sotto Gordiano III i lavori poterono dirsi conclusi, come sembra anche dimostrare la monetazione di questi due imperatori. Un altro incendio causato da un fulmine fu all'origine dei lavori di riparazione ordinati dall'imperatore Decio nel 250.
Dopo il sacco di Roma del 410 per opera dei Visigoti di Alarico, sul podio che circondava l'arena fu incisa un'iscrizione in onore dell'imperatore Onorio, forse in seguito a restauri. Onorio proibì i ludi gladiatori e da allora fu adibito alle venationes. L'iscrizione fu successivamente cancellata e riscritta per ricordare grandi lavori di restauro dopo un terremoto nel 442, per opera dei praefecti urbi Flavio Sinesio Gennadio Paolo e Rufio Cecina Felice Lampadio. Costanzo II lo ammirò sommamente. Altri restauri a seguito di terremoti si ebbero ancora nel 470, per opera del console Messio Febo Severo. I restauri continuarono anche dopo la caduta dell'Impero romano d'Occidente: dopo un terremoto nel 484 o nel 508 il praefectus urbi Decio Mario Venanzio Basilio curò i restauri a proprie spese.
Le venationes proseguirono fino all'epoca di Teodorico. Abbiamo i nomi delle più importanti famiglie senatorie dell'epoca di Odoacre iscritte sui gradus: tale usanza è molto più antica, ma periodicamente i nomi erano cancellati e sostituiti con quelli dei nuovi occupanti (anche a seconda del diverso grado tra clarissimi, spectabilis e illustres), per cui restano solo quelli dell'ultima redazione prima del crollo dell'impero.

### Dal Medioevo all'epoca moderna

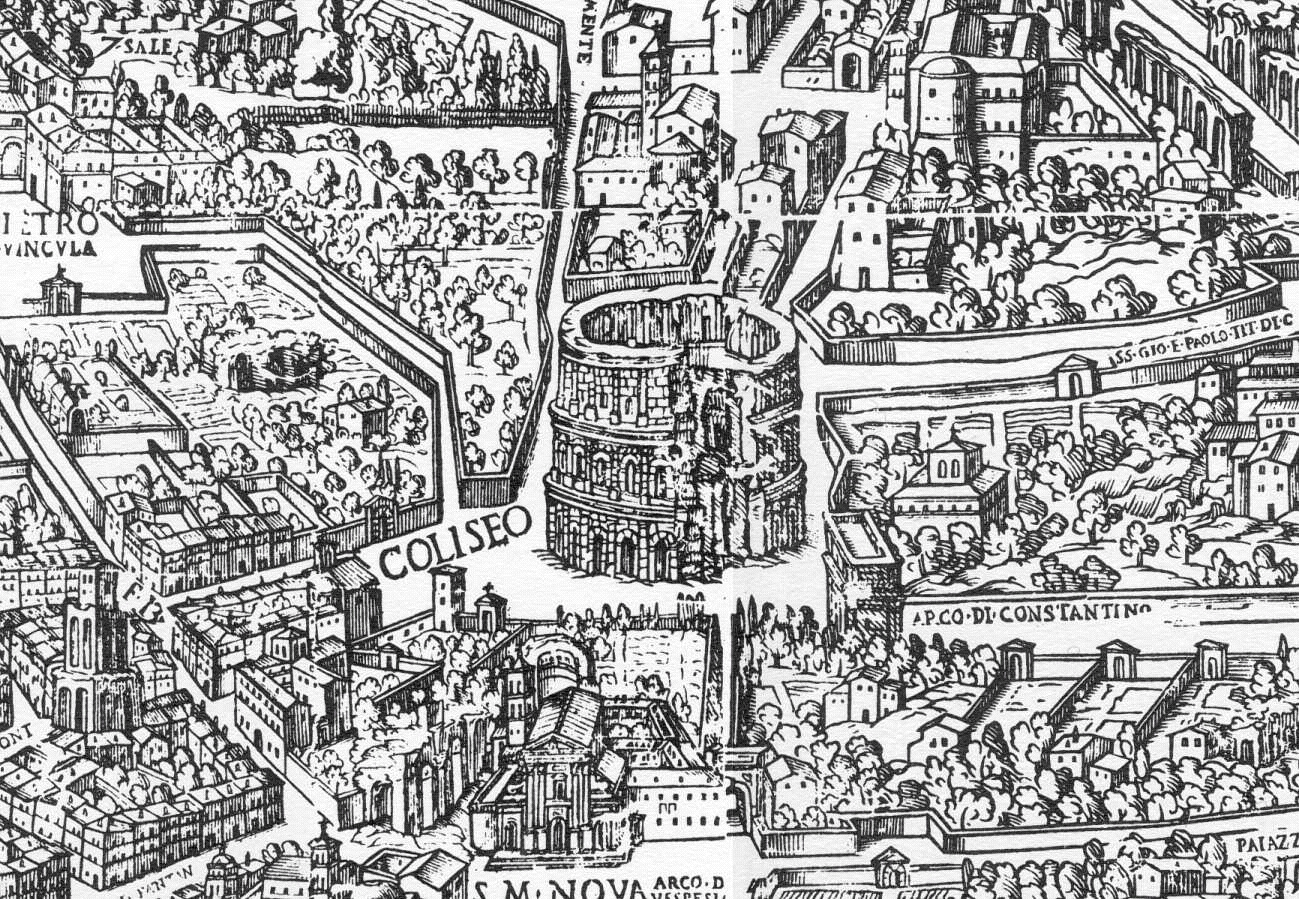
Il Colosseo rappresentato in una mappa della Roma medievale

Dopo l'abbandono fu adibito nel VI secolo ad area di sepoltura e poco dopo utilizzato come castello. Tra il VI e il VII secolo fu fondata all'interno del Colosseo una cappella oggi nota come chiesa di Santa Maria della Pietà al Colosseo. Sotto papa Leone IV fu gravemente danneggiato da un terremoto (847 circa). Il grande terremoto del 1349 provocò il crollo dell'esterno lato sud, costruito su un terreno alluvionale instabile. A lungo utilizzato come fonte di materiale edilizio, nel XIII secolo fu occupato da un palazzo dei Frangipane, successivamente demolito, ma il Colosseo continuò a essere occupato da altre abitazioni. I blocchi di travertino furono sistematicamente asportati nel XV e XVI secolo per nuove costruzioni, nel 1451  si scavano, si spezzano e si mandano alle fornaci da calce di Papa Nicolò V i travertini, gli asproni ed i marmi del Colosseo. Appaltatore principale M° Giovanni di Foglia lombardo.  In  una  sola  annata  Papa Nicolò V trasse  dal  Colosseo  2,500  carrate  di  travertini  e  tufi:  
I blocchi caduti a terra furono ancora utilizzati nel 1634 per la costruzione di Palazzo Barberini e nel 1703, dopo un altro terremoto, per il porto di Ripetta.
Benvenuto Cellini, nella sua Autobiografia, raccontò di una spettrale notte tra demoni evocati nel Colosseo, a testimonianza della fama sinistra del luogo.

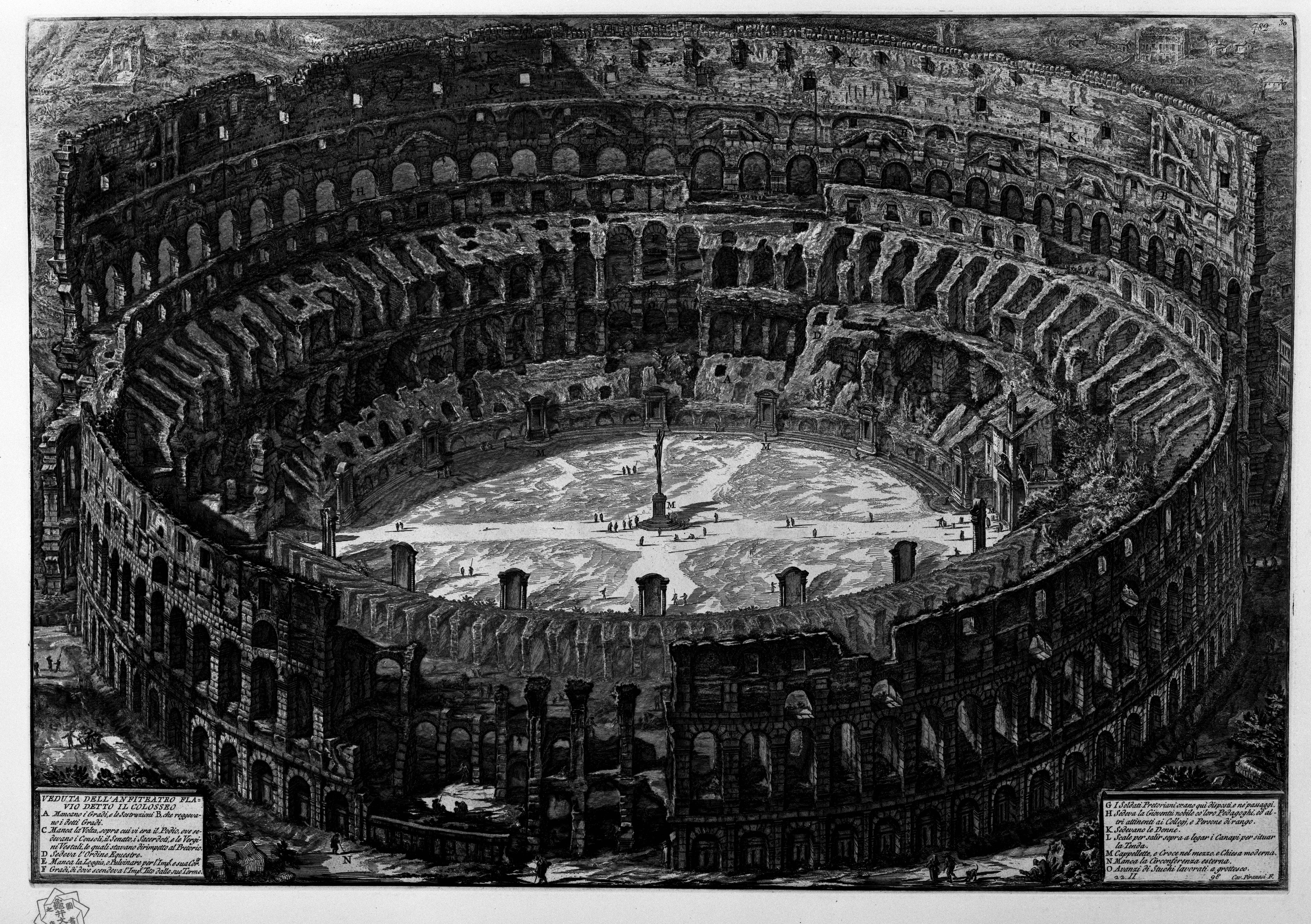
Incisione di Piranesi raffigurante il Colosseo con le edicole della "Via Crucis"

Nel corso del Giubileo del 1675 assunse il carattere di luogo sacro in memoria dei molti martiri cristiani qui condannati al supplizio. Nel 1744 papa Benedetto XIV ordinò la fine delle spoliazioni con un editto e vi fece costruire le quattordici edicole della Via Crucis, e nel 1749 dichiarò il Colosseo chiesa consacrata a Cristo e ai martiri cristiani.
Nel 1787 durante il soggiorno di Goethe a Roma lasciò una descrizione enfatica del monumento visto di notte tra le pagine del suo Viaggio in Italia:
(Johann Wolfgang von Goethe, Viaggio in Italia)

### Epoca contemporanea: i restauri ottocenteschi
Liberato in due grandi riprese, con gli scavi diretti da Carlo Fea, Commissario per le Antichità, nel 1811 e 1812 e con quelli di Pietro Rosa (1874-1875), agli inizi dell'Ottocento, oltre a essere oggetto dei più fantasiosi progetti di riuso fino alla metà del Settecento, il Colosseo era staticamente compromesso, dopo esser stato per secoli abitato, adibito a luogo di culto cristiano e utilizzato come cava di travertino. Uno dei principali e più evidenti problemi era l'interruzione brusca dell'anello più esterno nei lati in corrispondenza delle attuali via di San Giovanni in Laterano e via dei Fori Imperiali che furono non a caso oggetto dei restauri più importanti. Il Fea descrisse pure le possibili motivazioni della presenza di fori sulle pietre del monumento interpretandoli come sistema per rimuovere le grappe metalliche che tenevano unite le pietre.

#### L'intervento di Raffaele Stern

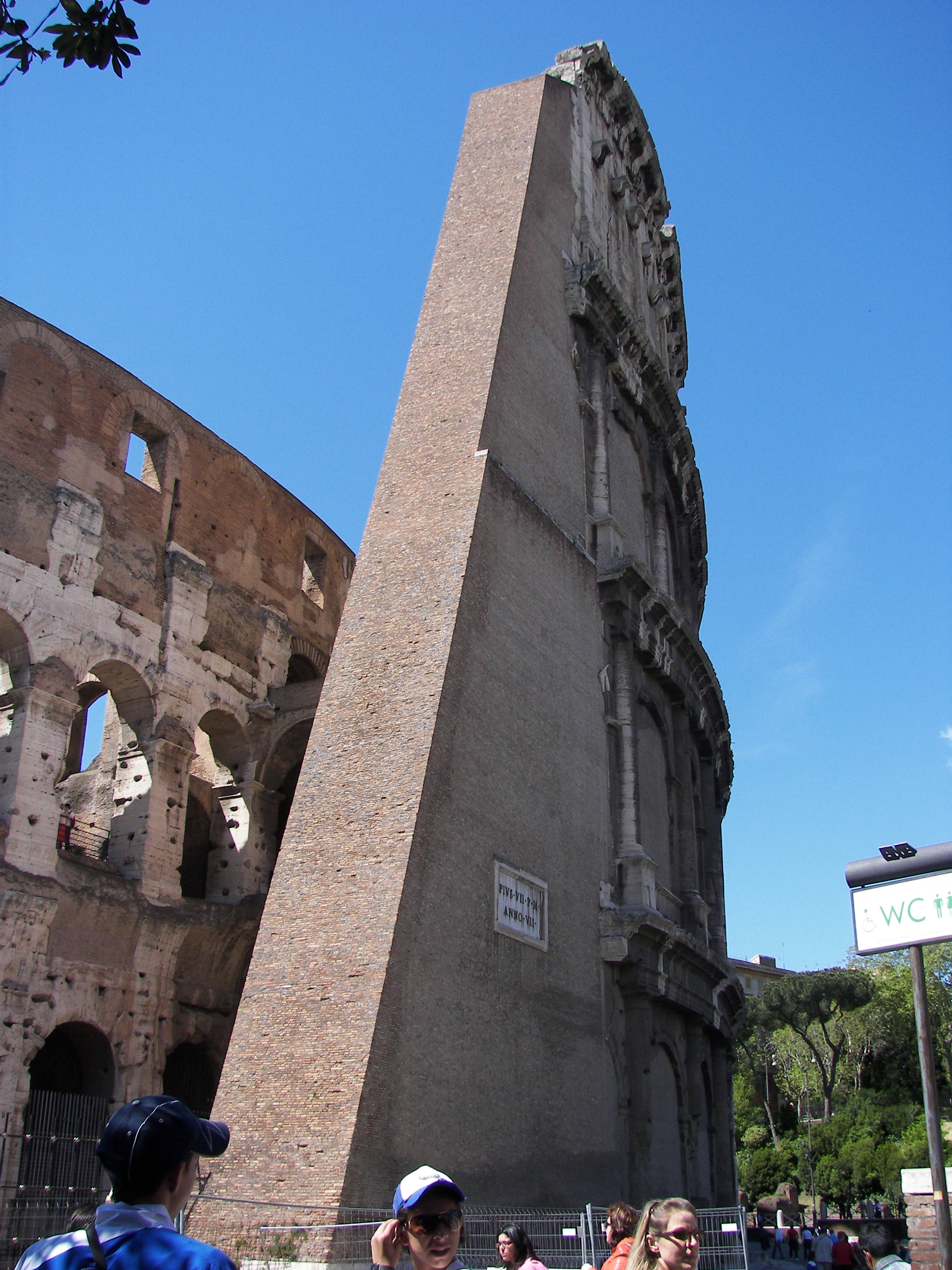
Sperone in laterizio aggiunto da Stern nel 1806

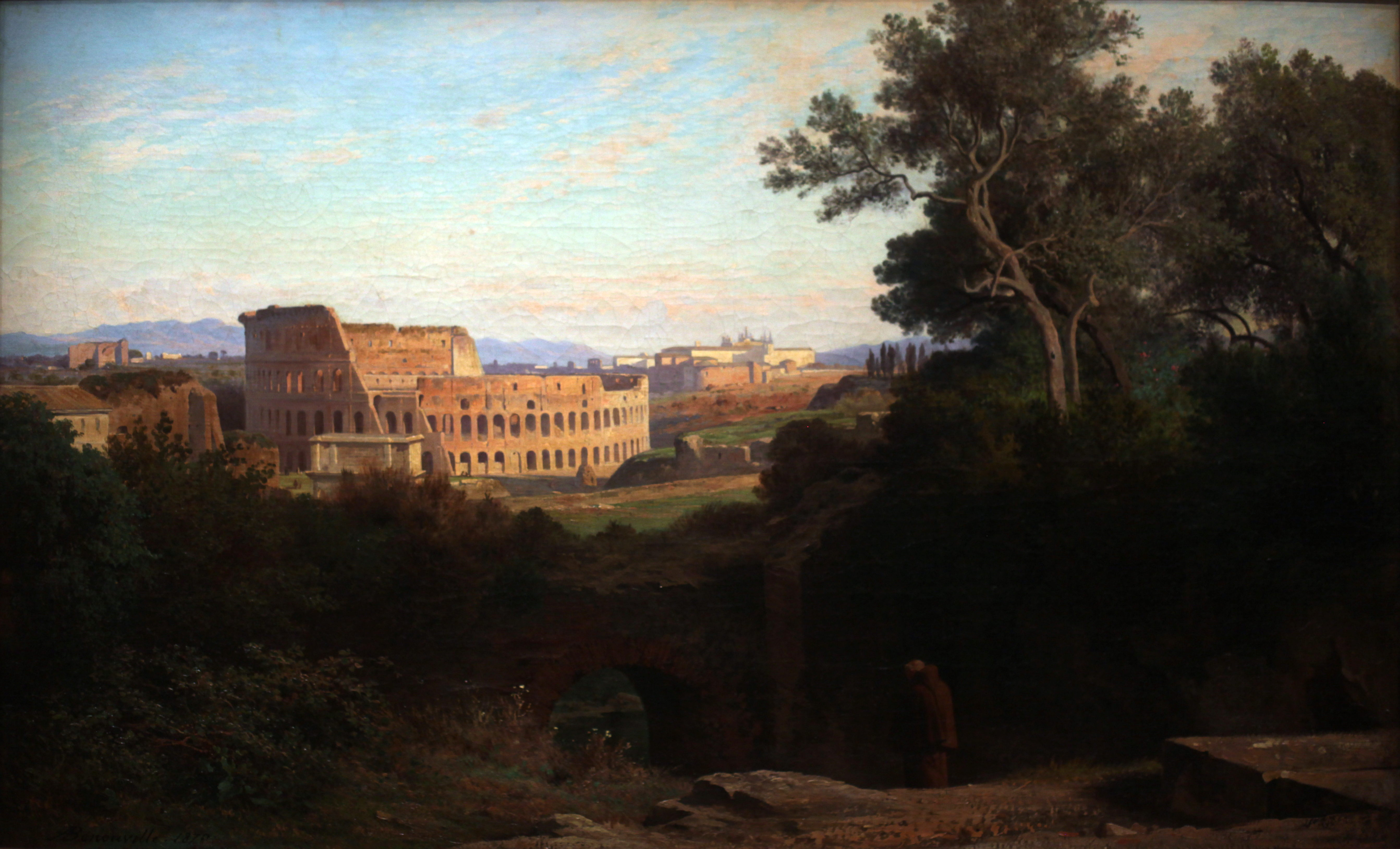
Il Colosseo visto dal colle Palatino in un dipinto di Jean-Achille Benouville (1870)

Dopo l'istituzione di una commissione straordinaria da parte di papa Pio VII, i primi restauri iniziarono dopo il 1806, anno in cui un violento terremoto compromise la statica dei due lati liberi dell'anello più esterno. Il terremoto aveva particolarmente aggravato la situazione del terzo anello sul lato occidentale dove, a causa di conci ormai pericolanti, era richiesto un intervento di emergenza.
Dopo il puntellamento dei conci, furono immediatamente montati i ponteggi per la creazione di uno sperone che facesse da contrafforte. Raffaele Stern escogitò due modalità di intervento da sottoporre al vaglio dell'Accademia di San Luca: "per via di togliere", che consisteva nell'eliminazione della parte di attico e delle arcate del terz'ordine danneggiate, soluzione scartata, e "per via d'aggiungere", poi effettivamente realizzata con l'aggiunta di uno sperone in laterizio.
Le prime due arcate di ogni ordine furono tamponate e lo sperone rustico fu realizzato privo delle forme architettoniche delle arcate esistenti a causa dell'emergenza e della necessità di praticare l'intervento in economia e rapidità. Anche i conci puntellati, caricati successivamente di significato romantico e descritti come bloccati nell'atto della caduta, non sono in realtà che il frutto di un intervento d'emergenza. Stern aveva inizialmente pensato di tinteggiare lo sperone, poi ironicamente chiamato “stampella”, con un intonaco color travertino per evitare l'eccessivo contrasto con le parti autentiche, ma la tinteggiatura non fu mai realizzata.

#### L'intervento di Giuseppe Valadier
Giuseppe Valadier, che si era già interessato del Colosseo nel 1815 con un Progetto per chiudere decentemente l'Anfiteatro Flavio mediante cancellate, si occupò nel 1823 del recupero dell'anello perimetrale nel lato verso i fori. La differenza sostanziale fra l'impostazione del restauro di Stern e quello di Valadier è che, mentre il primo fu realizzato sotto il pericolo di un crollo imminente, l'altro poté essere praticato in tutta calma.
Dal punto di vista statico l'intervento consistette in un nuovo sperone, realizzato con arcate identiche alle originali. L'aggiunta, interamente in mattoni, fu costruita utilizzando materiale diverso rispetto all'originale per motivi economici, e non per una volontà di differenziazione, con l'eccezione delle basi e dei capitelli in travertino, messi in opera in maniera identica agli originali e con lo stesso livello di definizione. Anche in questo caso, per non guastare esteticamente la preesistenza, si progettò una scialbatura color travertino, mai realizzata.

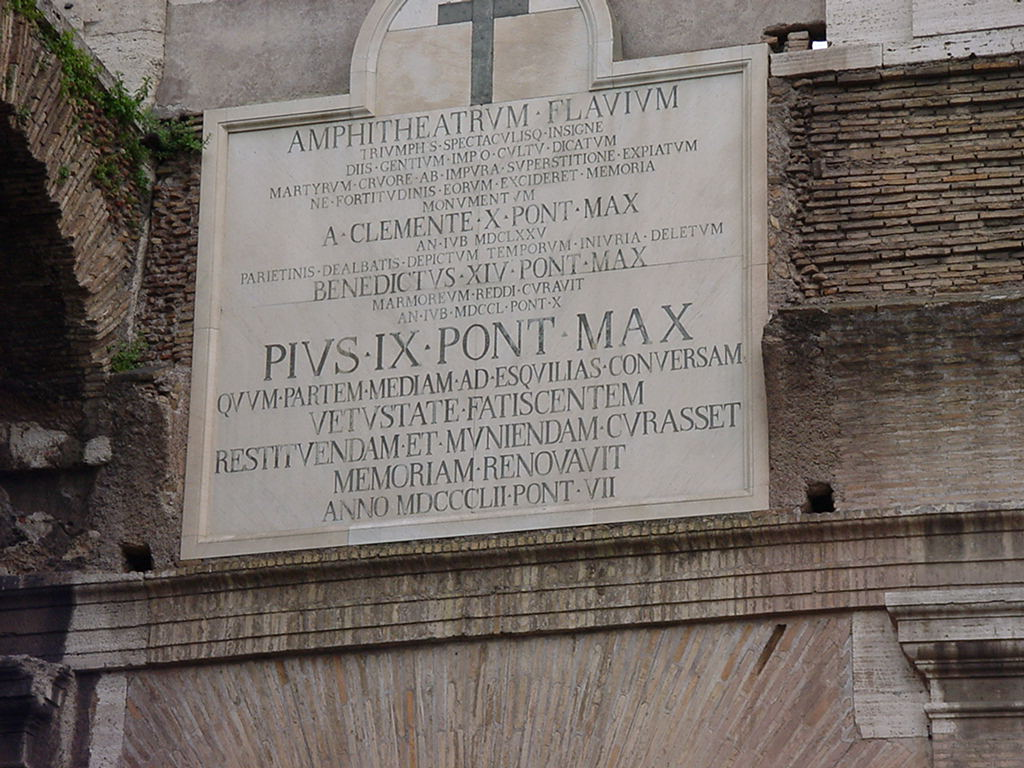
Iscrizione di papa Pio IX del 1852 che ricorda i restauri eseguiti sul lato verso l'Esquilino

A dieci anni dall'inizio dei lavori, l'opera fu celebrata da Giuseppe Valadier al pari di una nuova architettura in Opere di Architettura ed Ornamento, ove descrisse e illustrò minuziosamente il cantiere dalla costruzione delle impalcature alla fine del restauro, esaltandolo come una delle sue più grandi realizzazioni.

#### I lavori di Gaspare Salvi e Luigi Canina
Dagli anni trenta fino alla conclusione dei lavori avvenuta a metà del secolo, i lavori passarono sotto la direzione di Gaspare Salvi e Luigi Canina.
Il primo intervento di Salvi riguardò la parte più gravemente compromessa dell'intera costruzione rimasta in piedi: il terzo anello sul lato dell'attuale via San Gregorio. Su delle basi in travertino Salvi costruì un completamento con archi in laterizio su imposte di travertino; dagli archi fece partire dagli speroni per ricollegare la parte di nuova costruzione alla parte antica, che fu così staticamente assicurata. I nuovi archi sono segnalati da mattoni bipedali disposti radialmente. I riempimenti dei muri radiali sono realizzati in travertino al primo ordine e in laterizio negli ordini superiori, mentre i pilastri di restauro sono interamente in mattoni. Alla morte di Salvi, Canina assunse la direzione dei lavori, risolvendo sullo stesso lato un problema di strapiombo verso l'interno della parte più alta della costruzione, che fu assicurata con tiranti in ferro ai contrafforti in mattoni di nuova costruzione.

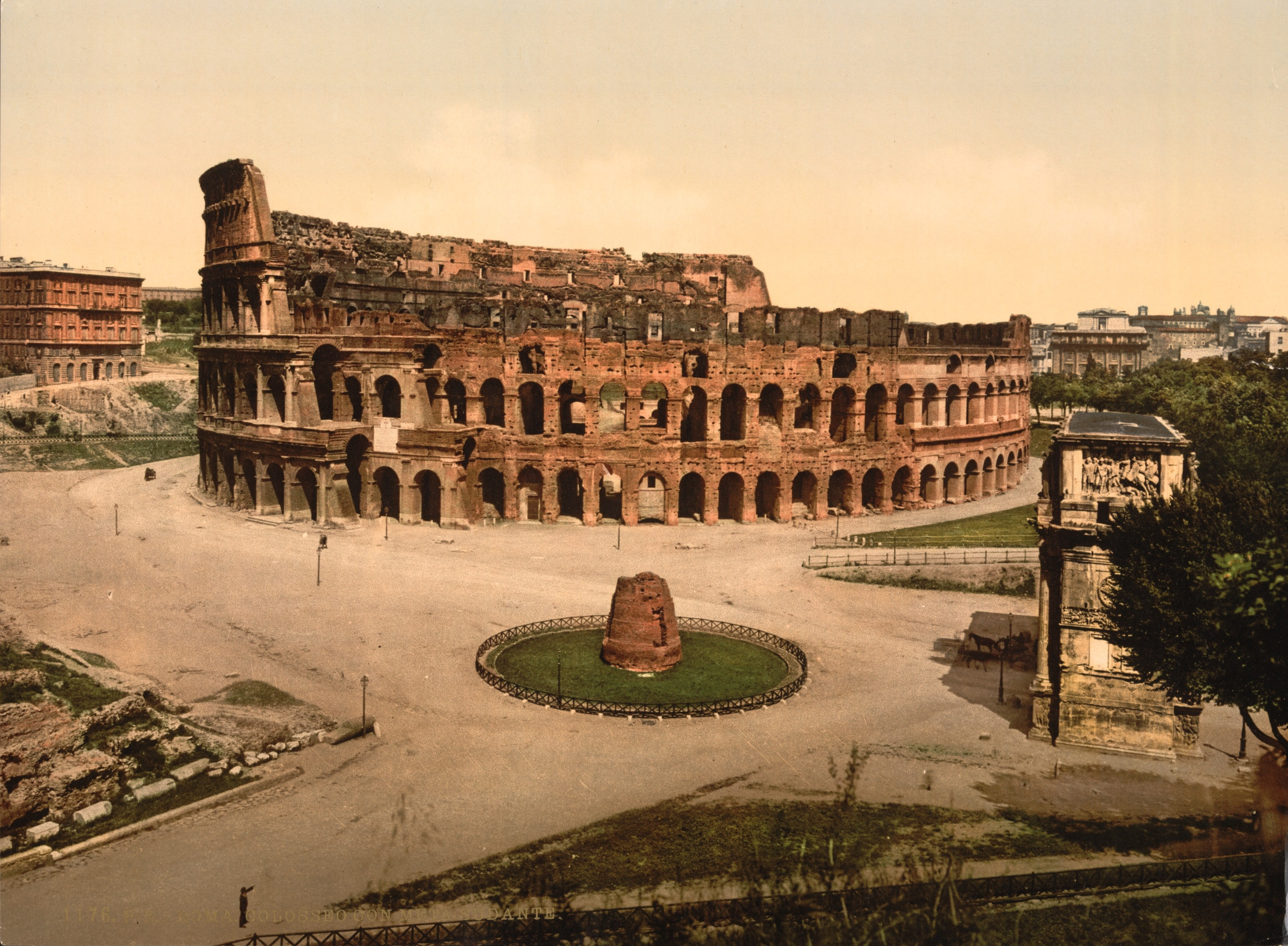
Il Colosseo con la Meta Sudans tra il 1890 e il 1900

L'ultimo grande intervento fu operato sul lato a nord, verso l'attuale via degli Annibaldi, il più conservato con l'eccezione dell'attico, che presentava uno strapiombo di oltre 60 centimetri fuori dall'asse. Era dunque necessario costruire un sostegno per la parte più esterna strapiombante. Fu così costruito verso l'interno un abbozzo di quart'ordine nel secondo anello, in cui furono affondate catene binate per assicurare la parte d'attico non più in asse.

#### Il Novecento e i lavori contemporanei

Il Colosseo raffigurato sul retro della moneta italiana da 5 centesimi di euro

I resti della Meta Sudans, la fontana flavia, furono demoliti definitivamente tra il 1933 e il 1936, insieme ai resti della base del Colosso di Nerone durante i lavori per la costruzione di via dell'Impero, attuale via dei Fori Imperiali, voluta da Mussolini.
Fra il 1938 e il 1939 furono completamente scavate le strutture sotterranee dell'arena, in parte alterate dalle ricostruzioni.
Dal 2002 il Colosseo è raffigurato sul rovescio della moneta da 5 centesimi di euro coniata dalla Repubblica Italiana.
Nel 2007 il complesso è stato inserito fra le "Sette meraviglie del mondo moderno". Il Colosseo al giorno d'oggi è la maggiore fonte turistica ed è il simbolo di Roma.

### Origini dell'attuale nome

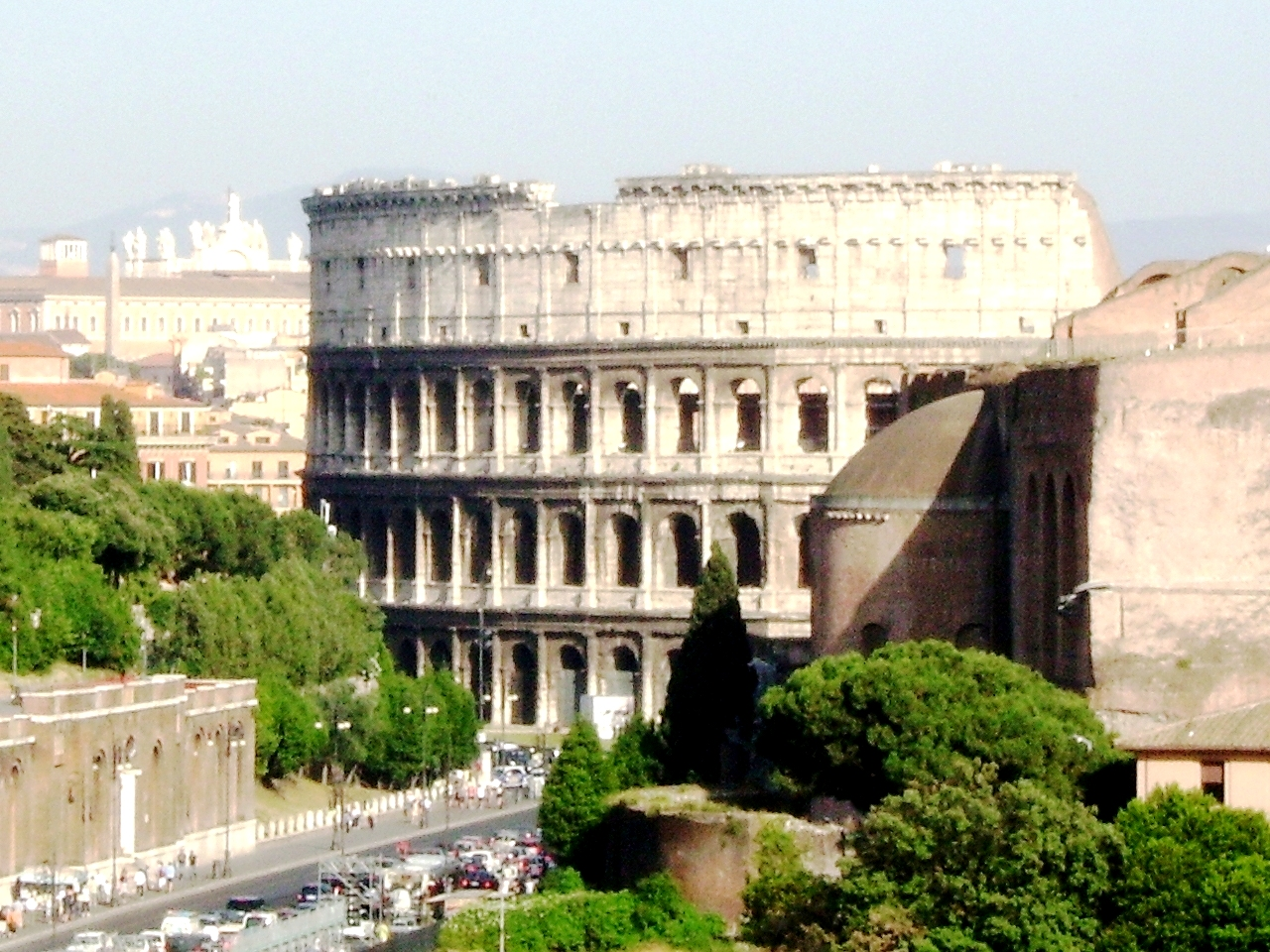
Immagine del Colosseo visto dal lato ovest, ripresa dal Vittoriano

Nelle vicinanze era presente una statua colossale di Nerone in bronzo, dalla quale si dice derivi il nome Colosseo, attestato a partire dal Medioevo e legato anche alle dimensioni colossali dell'edificio.
Dopo l'uccisione di Nerone, la statua fu rimodellata per raffigurare Sol Invictus, il dio Sole, aggiungendo intorno alla testa i raggi della corona solare. Il Colosso fu quindi spostato dalla sua originale collocazione, l'atrio della Domus Aurea, per far posto al tempio di Venere e Roma sotto Adriano, nel 126. Il sito del basamento della statua colossale dopo lo spostamento è segnato da un moderno basamento in tufo.
La colossale statua di Nerone fu abbattuta in età imperiale ed è difficile che se ne serbasse il ricordo nel VI secolo. Il notaio e giudice Armannino da Bologna, nel XIV secolo, sosteneva che il Colosseo fosse il principale luogo pagano del mondo. Secondo la sua interpretazione «il Colosseo era diventato la sede di alcune sette di maghi ed adoratori del demonio. A chi si avvicinava era chiesto: "Colis Eum?" (cioè "adori lui?", intendendo il diavolo) a cui bisognava rispondere "Ego Colo"». Papa Benedetto XIV fece esorcizzare il Colosseo e lo consacrò alla memoria della passione di Cristo e di tutti i santi.

## Descrizione

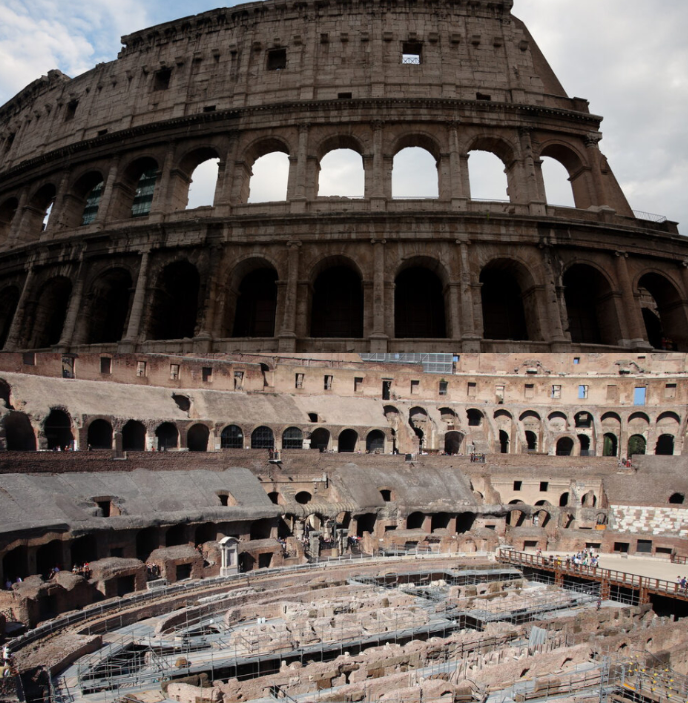

### Struttura
(Percy Bysshe Shelley)
L'edificio poggia su una piattaforma in travertino sopraelevata rispetto all'area circostante. Le fondazioni sono costituite da una grande platea in tufo di circa 13 m di spessore, foderata all'esterno da un muro in laterizio.
La struttura portante è costituita da pilastri in blocchi di travertino, collegati da perni: dopo l'abbandono dell'edificio si cercarono questi elementi metallici per fonderli e riutilizzarli, scavando i blocchi in corrispondenza dei giunti: a questa attività si devono i numerosi fori ben visibili sulla facciata esterna. I pilastri erano collegati da setti murari in blocchi di tufo nell'ordine inferiore e in laterizio superiormente. La cavea era sostenuta da volte a botte trapezoidali volte a crociera e archi che poggiano sui pilastri di travertino e sui setti radiali di tufi o mattoni. All'esterno è usato il travertino, come nella serie di anelli concentrici di sostegno alla cavea. In queste pareti anulari si aprono vari archi, decorati da paraste che li inquadrano. Le volte a crociera (tra le più antiche del mondo romano) sono in opus caementicium e spesso sono costolonate tramite archi incrociati in laterizio, usato anche nei paramenti. I muri radiali, oltre i due ambulacri esterni, sono rafforzati da blocchi di tufo. 

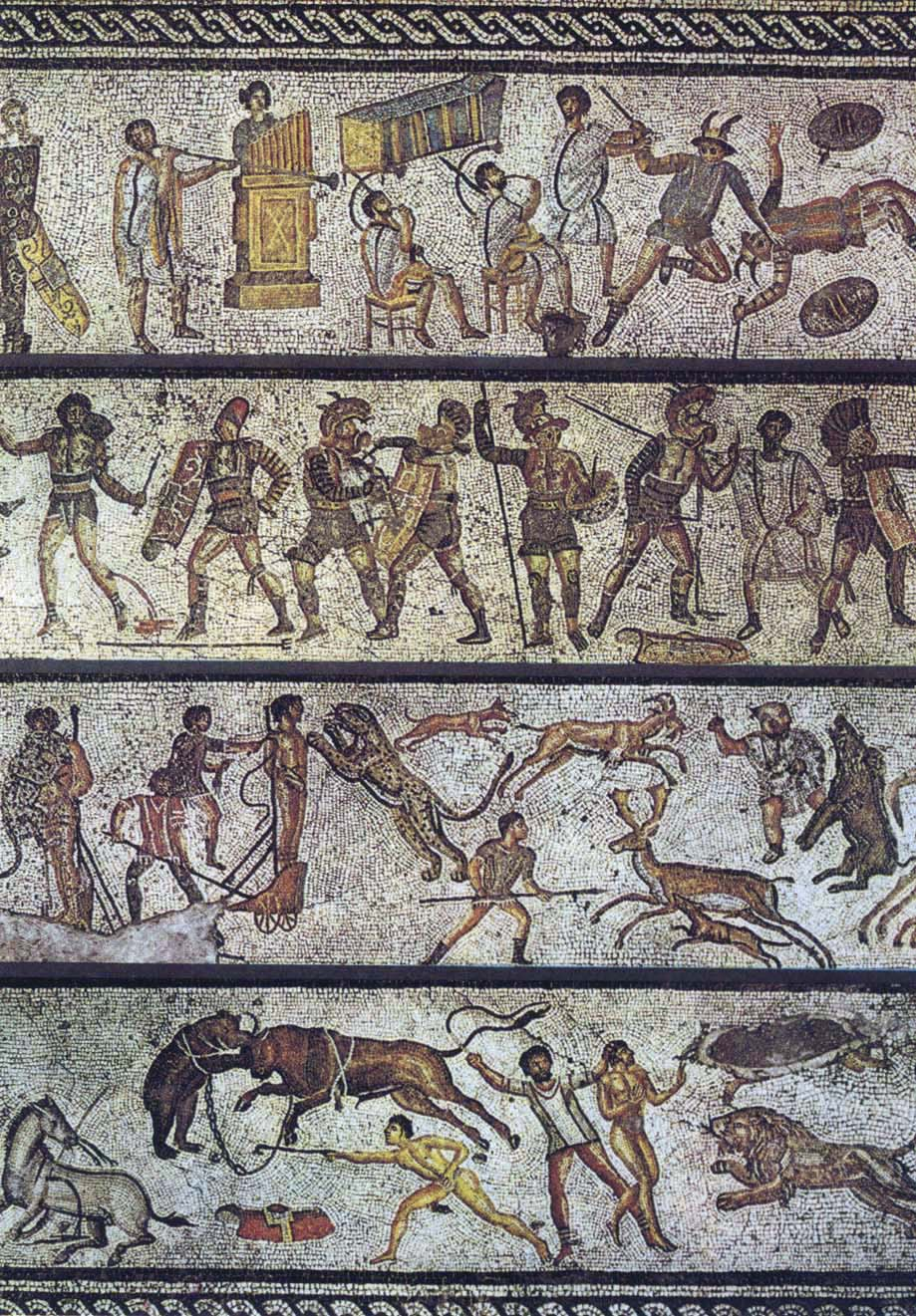
Mosaico pavimentale raffigurante alcuni tipi di spettacoli anfiteatrali (munera e venationes)

Un complesso sistema di adduzione e smaltimento idrico consentiva la manutenzione dell'edificio e alimentava le fontane poste nella cavea per gli spettatori.

### Facciata esterna

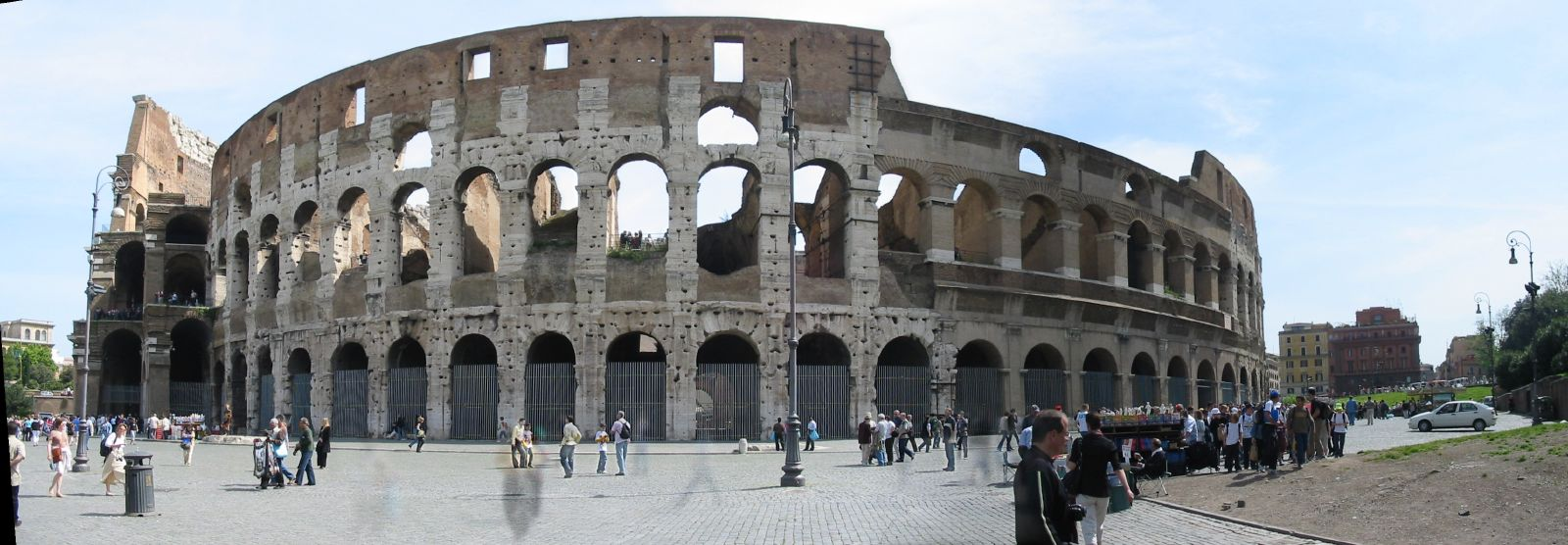
Visuale del Colosseo dall'Arco di Costantino, piazza del Colosseo

La facciata esterna (alta fino a 48,50 m) è in travertino e si articola in quattro ordini, secondo uno schema tipico di tutti gli edifici da spettacolo del mondo romano: i tre registri inferiori con 80 arcate numerate, rette da pilastri ai quali si addossano semicolonne, mentre il quarto livello (attico) è costituito da una parete piena, scandita da lesene in corrispondenza dei pilastri delle arcate. Gli ordini per ogni piano sono dorico, ionico e corinzio. L'ultimo piano è pure definito in stile corinzio.
Nei tratti di parete tra le lesene si aprono 40 piccole finestre quadrangolari, una ogni due riquadri (nei riquadri pieni dovevano trovarsi i clipei bronzei), e immediatamente sopra il livello delle finestre vi sono collocate tre mensole sporgenti per ogni riquadro, nelle quali erano alloggiati i pali di legno che venivano utilizzati per aprire e chiudere il velarium, probabilmente ancorato a terra alla serie di cippi inclinati di pietra che ancora oggi sono in parte visibili esternamente, al limite della pedana in travertino su cui poggia il Colosseo (visibili quelli sul lato verso il Celio). Nel primo ordine sono presenti 80 ingressi di cui 4 particolari, posti sugli assi dell’ellisse.
Sull’asse corto vi erano gli ingressi per le tribune d’onore (l’ingresso per l’imperatore); sull’asse lungo gli ingressi che conducevano direttamente all’arena. Inoltre i diversi piani erano riservati per ogni classe sociale.
L’imperatore sedeva la mattina nel podio verso l’Arco di Costantino e il pomeriggio in quello verso l'odierna Metropolitana.
Al secondo e terzo livello gli archi sono bordati da un parapetto continuo, in corrispondenza del quale le semicolonne presentano un dado come base.
Le semicolonne e le lesene dei quattro ordini hanno a partire dal basso capitelli tuscanici, ionici, corinzi e corinzi a foglie lisce. I primi tre ordini ripetono la medesima successione visibile sulla facciata esterna del teatro di Marcello.
Le raffigurazioni monetarie ci tramandano la presenza di quattro archi alle terminazioni delle assi dell'ovale della pianta, ornati da un piccolo protiro marmoreo.

### Il velario

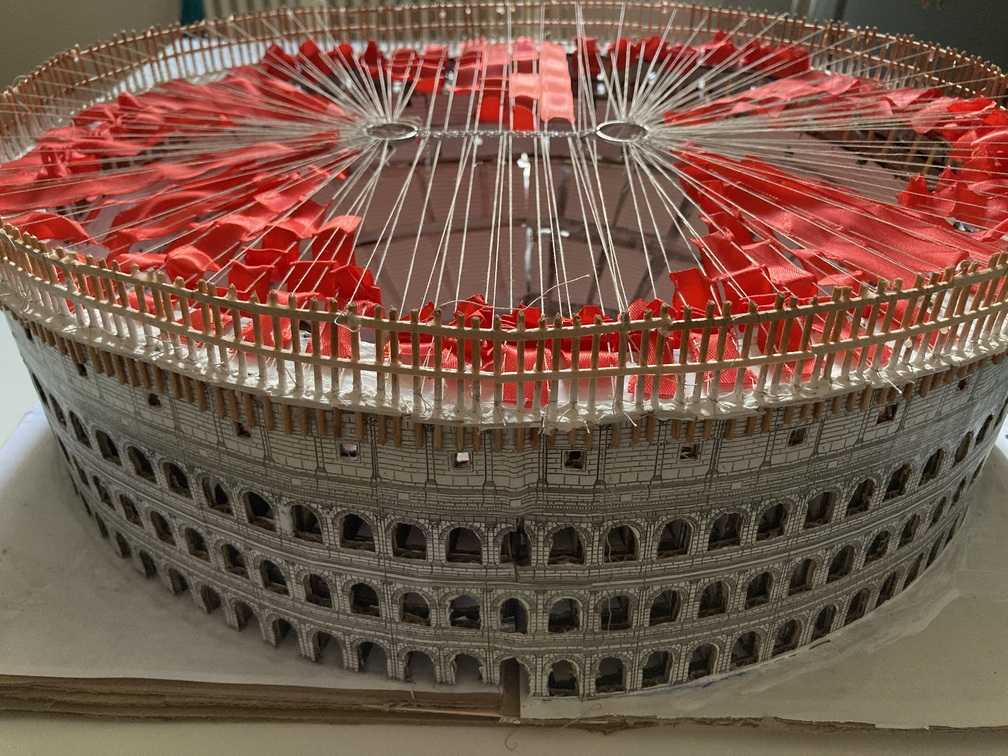
Modello in scala 1:400 dell'anfiteatro Flavio completo di velarium

Il Colosseo aveva una copertura in tessuto (velarium in latino) formata da molti teli che, secondo alcuni studiosi (Manzione), coprivano gli spalti degli spettatori ma lasciavano scoperta l'arena centrale. Questa soluzione avrebbe protetto dal sole tutti gli spettatori solo a mezzogiorno, mentre durante il resto della giornata, i raggi solari avrebbero illuminato una porzione più o meno ampia degli spalti. Altri studiosi (D'Anna e Molari) ipotizzano una copertura totale, compresa l'arena. Il velarium era usato per proteggere le persone dal sole ed era manovrato da un distaccamento di marinai della flotta di Miseno, stanziata accanto al Colosseo. I teli erano fissati con un complesso sistema di funi e guidati da pulegge. Secondo alcuni studiosi (tra cui Manzione) l'intera struttura era fissata a terra con funi legate a cippi di pietra posti all'esterno del Colosseo, e in parte visibili ancora oggi. Recenti scavi hanno però mostrato che i cippi sono privi di fondazioni e l'ipotesi è quindi caduta.

### Cavea e accessi per il pubblico

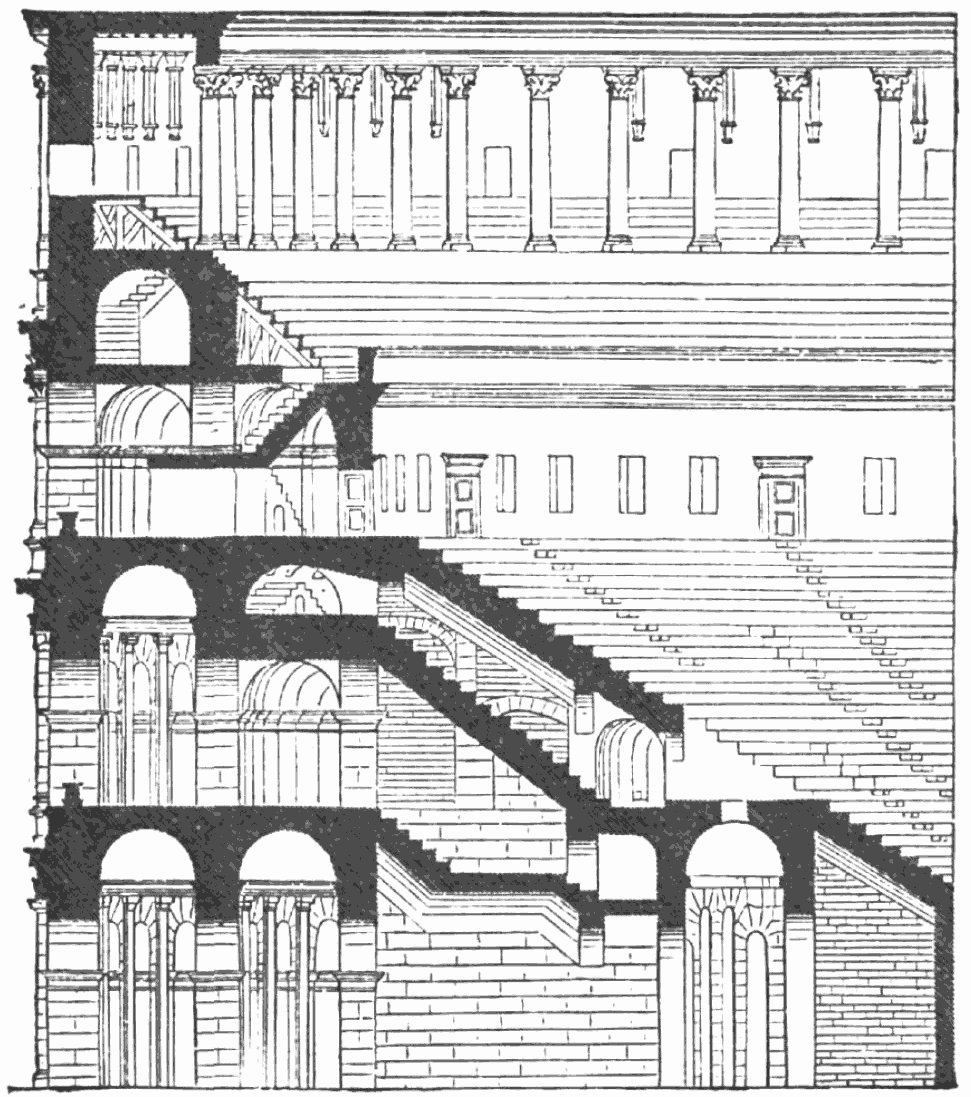
Sezione del Colosseo

All'interno si trova la cavea con i gradini per i posti degli spettatori; era interamente in marmo e suddivisa, tramite praecinctiones o baltea (fasce divisorie in muratura), in cinque settori orizzontali (maeniana), riservati a categorie diverse di pubblico, il cui grado decresceva con l'aumentare dell'altezza. Il settore inferiore, riservato ai senatori e alle loro famiglie, aveva gradini ampi e bassi che ospitavano seggi di legno (subsellia); sulla balaustra del podio venivano iscritti i nomi dei senatori a cui i posti inferiori erano riservati.
Seguivano il maenianum primum, con una ventina di gradini di marmo, il maenianum secundum, suddiviso in imum (inferiore) e summum (superiore), ancora con circa sedici gradini in marmo, e infine il maenianum summum, con circa undici gradini lignei all'interno del portico colonnato che coronava la cavea (porticus in summa cavea): i resti architettonici di quest'ultimo appartengono ai rifacimenti di epoca severiana o di Gordiano III. Sui gradini sotto il colonnato prendevano posto le donne, alle quali, da Augusto in poi, fu sempre vietato di mescolarsi ad altri spettatori. Il posto peggiore era sul terrazzo sopra il colonnato, solo con posti in piedi, destinato alle classi infime della plebe.
Verticalmente i settori erano scanditi da scalette e dagli accessi alla cavea (vomitoria), ed erano protetti da transenne in marmo (risalenti ai restauri del II secolo).
Alle due estremità in corrispondenza dell'asse minore, precedute esternamente da un avancorpo, si trovavano due palchi riservati agli alti personaggi ospitati nei due palchi oggi scomparsi. Uno, a forma di "S", era destinato all'imperatore, ai consoli e alle vestali; l'altro al praefectus urbi e ad altri dignitari.
Gli spettatori raggiungevano il loro posto entrando dalle arcate loro riservate. Gli imperatori e le autorità raggiungevano i loro posti fruendo del privilegio di entrare da ingressi riservati, posti sull'asse minore dell'ovale, mentre gli ingressi collocati al centro dell'asse maggiore erano riservati agli attori e ai protagonisti degli spettacoli. Ma il resto del pubblico doveva mettersi in coda sotto l'arcata che mostrava il numero corrispondente alla tessera assegnata. Ciascuna delle arcate per il pubblico era quindi contraddistinta da un numerale, inciso sulla chiave di volta, per consentire agli spettatori di raggiungere rapidamente e ordinatamente il proprio posto. I numeri incisi sulle arcate del Colosseo erano colorati di rosso per essere visibili anche da lontano. Lo hanno rivelato i restauri sponsorizzati dal gruppo Tod's e durante i quali, agendo con la nebulizzazione d'acqua per rimuovere lo sporco e lo smog depositati sul prospetto dell'edificio, sono venute alla luce tracce di colore piccole, ma inequivocabili. Da qui si accedeva a scale incrociate che portavano a una serie simmetrica di corridoi anulari coperti a volta. Immettono ciascuna in un ampio settore comprendente tre cunei, scompartito da pilastri. Il percorso aveva le pareti rivestite in marmo e presentava una decorazione a stucco sulla volta, ancora quella originale di epoca flavia. Il palco meridionale, che ospitava l'imperatore, aveva anche un altro accesso più diretto, attraverso un criptoportico che dava direttamente all'esterno.

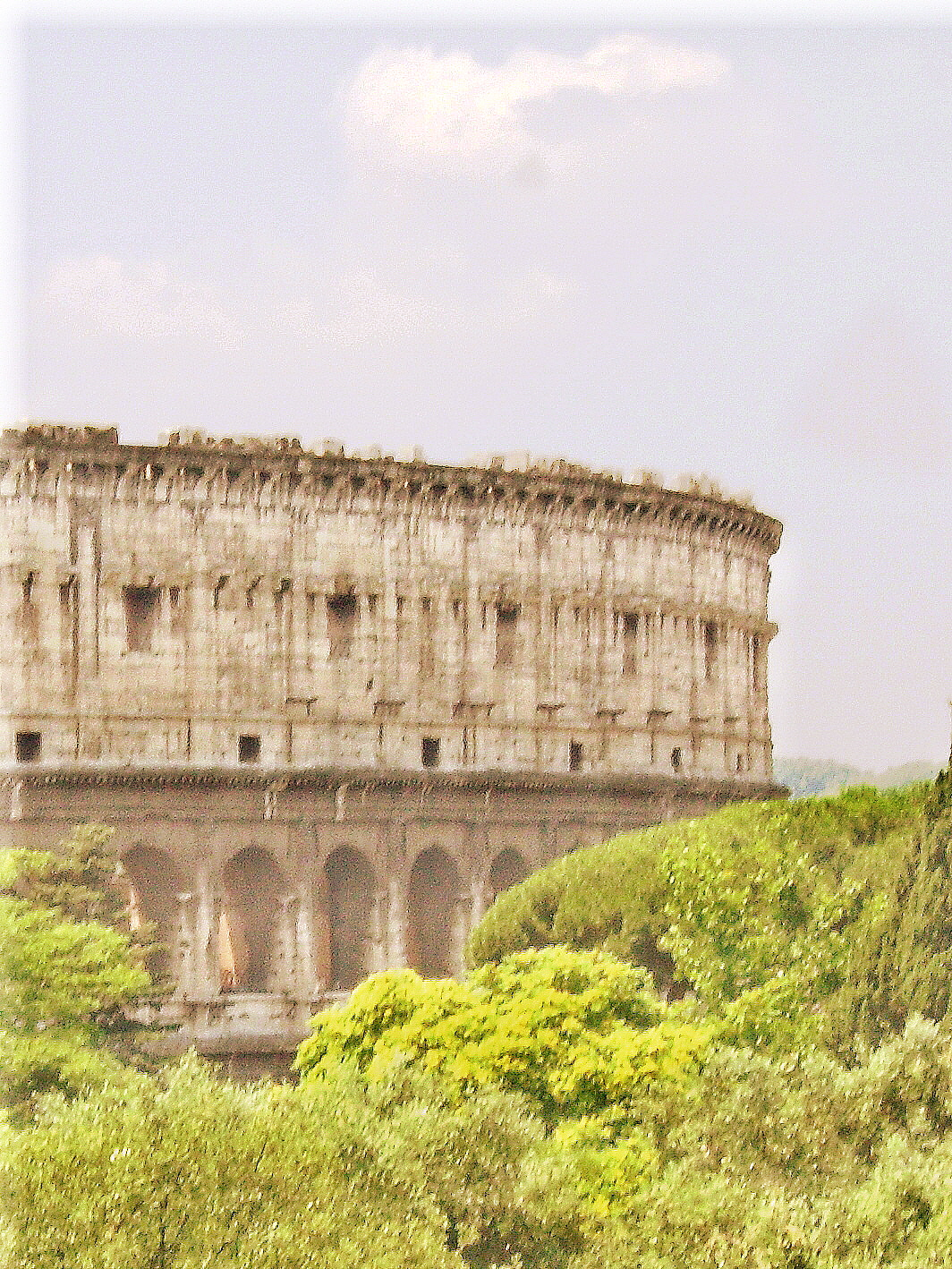
Gli ordini superiori

Interno

Dodici arcate erano riservate ai senatori e immettevano in corridoi che raggiungevano l'anello più interno: da qui con una breve scala si raggiungeva il settore inferiore della cavea. Anche questi passaggi erano rivestiti di marmo.
Le altre arcate davano accesso alle numerose scale a una o due rampe che portavano ai settori superiori. Le pareti erano qui rivestite di intonaco, anche sulle volte.

### Arena e ambienti di servizio sottostanti
L'arena ellittica (86 × 54 m) presentava una pavimentazione parte in muratura e parte in tavolato di legno, e veniva ricoperta da sabbia, costantemente pulita, per assorbire il sangue delle uccisioni. Era separata dalla cavea tramite un alto podium di circa 4 m, decorato da nicchie e marmi e protetto da una balaustra bronzea, oltre la quale erano situati i sedili di rango. L'arena aveva varie trappole e montacarichi che comunicavano con i sotterranei e che potevano essere utilizzati durante lo spettacolo.
Sotto l'arena erano stati realizzati ambienti di servizio (ipogeo), articolati in un ampio passaggio centrale lungo l'asse maggiore e in dodici corridoi curvilinei, disposti simmetricamente sui due lati. Qui si trovavano i montacarichi che permettevano di far salire nell'arena i macchinari o gli animali impiegati nei giochi e che, in numero di 80, si distribuivano su quattro dei corridoi: i resti conservati si riferiscono a un rifacimento del III o IV secolo. Tuttavia è ancora possibile fare un confronto con i sotterranei dell'Anfiteatro Flavio di Pozzuoli, realizzato dagli stessi architetti del Colosseo, in modo da avere un'idea di come potevano essere in epoca romana i sotterranei del Colosseo: a Pozzuoli infatti sono tuttora visibili gli ingranaggi che i Romani utilizzavano per sollevare le gabbie contenenti belve feroci sull'arena. Il tetto dei sotterranei non è più conservato, quindi gli ambienti sottostanti l'arena sono oggi visibili all'aperto.
Le strutture di servizio sottostanti all'arena erano fornite di ingressi separati:
- gallerie sotterranee all'estremità dell'asse principale davano accesso al passaggio centrale sotto l'arena, ed erano utilizzate per l'ingresso di animali e macchinari;
- due ingressi monumentali con arcate sull'asse maggiore davano direttamente nell'arena ed erano destinate all'ingresso dei protagonisti dei giochi (la pompa), gladiatori e animali troppo pesanti per essere sollevati dai sotterranei;
- l'arena era accessibile per gli inservienti anche da passaggi aperti nella galleria di servizio che le correva intorno sotto il podio del settore inferiore della cavea. Alla galleria si arrivava dall'anello più interno, lo stesso che utilizzavano i senatori per raggiungere i propri posti.

### Chiesa di Santa Maria della Pietà al Colosseo
All'interno del Colosseo è situata la chiesa di Santa Maria della Pietà al Colosseo, luogo di culto cattolico. La piccola chiesa è inserita in uno dei fornici dell'anfiteatro Flavio. Venne probabilmente fondata tra il VI e il VII secolo, sebbene le prime notizie certe riguardo la sua esistenza risalgono al XIV secolo.
La chiesa ha rappresentato da sempre un luogo di culto in memoria dei martiri cristiani che persero la vita all'interno del Colosseo, e fu frequentata da numerosi santi tra cui San Ignazio di Loyola, San Filippo Neri e San Camillo de Lellis. L'archeologo romano Mariano Armellini racconta che la cappella: " … era destinata in origine a guardaroba della compagnia che soleva rappresentare nell'arena dell'anfiteatro il gran dramma della Passione di Gesù Cristo, uso che si mantenne fino ai tempi di Paolo IV". In seguito, nel 1622, l'edicola fu acquistata dalla Confraternita del Gonfalone che la trasformò in un oratorio, e la affidò a un monaco come custode del luogo.
Nel 1936 il Vicariato di Roma affidò al Circolo San Pietro l'incarico di provvedere all'officiatura della chiesa.

## Giochi
Il Colosseo ospitava i giochi dell'anfiteatro, che comprendevano: lotte tra animali (venationes), l'uccisione di condannati da parte di animali feroci o altri tipi di esecuzioni (noxii) e i combattimenti tra gladiatori (munera).
Le attività seguivano un programma codificato: la mattina c'erano i combattimenti fra gli animali o fra un gladiatore e un animale, all'ora di pranzo si eseguivano le condanne a morte e solo nel pomeriggio si svolgevano i combattimenti fra gladiatori.
Per l'inaugurazione dell'edificio, l'imperatore Tito diede dei giochi che durarono tre mesi, durante i quali morirono circa 2 000 gladiatori e 9 000 animali. Per celebrare il trionfo di Traiano sui Daci vi combatterono 10 000 gladiatori.
Gli ultimi combattimenti tra gladiatori sono testimoniati nel 437, ma l'anfiteatro fu ancora utilizzato per le venationes (uccisione di animali) fino al regno di Teodorico il Grande: le ultime vennero organizzate nel 519, in occasione del consolato di Eutarico (genero di Teodorico), e nel 523, per il consolato di Anicio Massimo.
Gli scavi dei collettori fognari del Colosseo hanno restituito resti di scheletri di numerosi animali domestici e selvatici, tra cui orsi, leoni, cavalli, struzzi.

## Visitatori

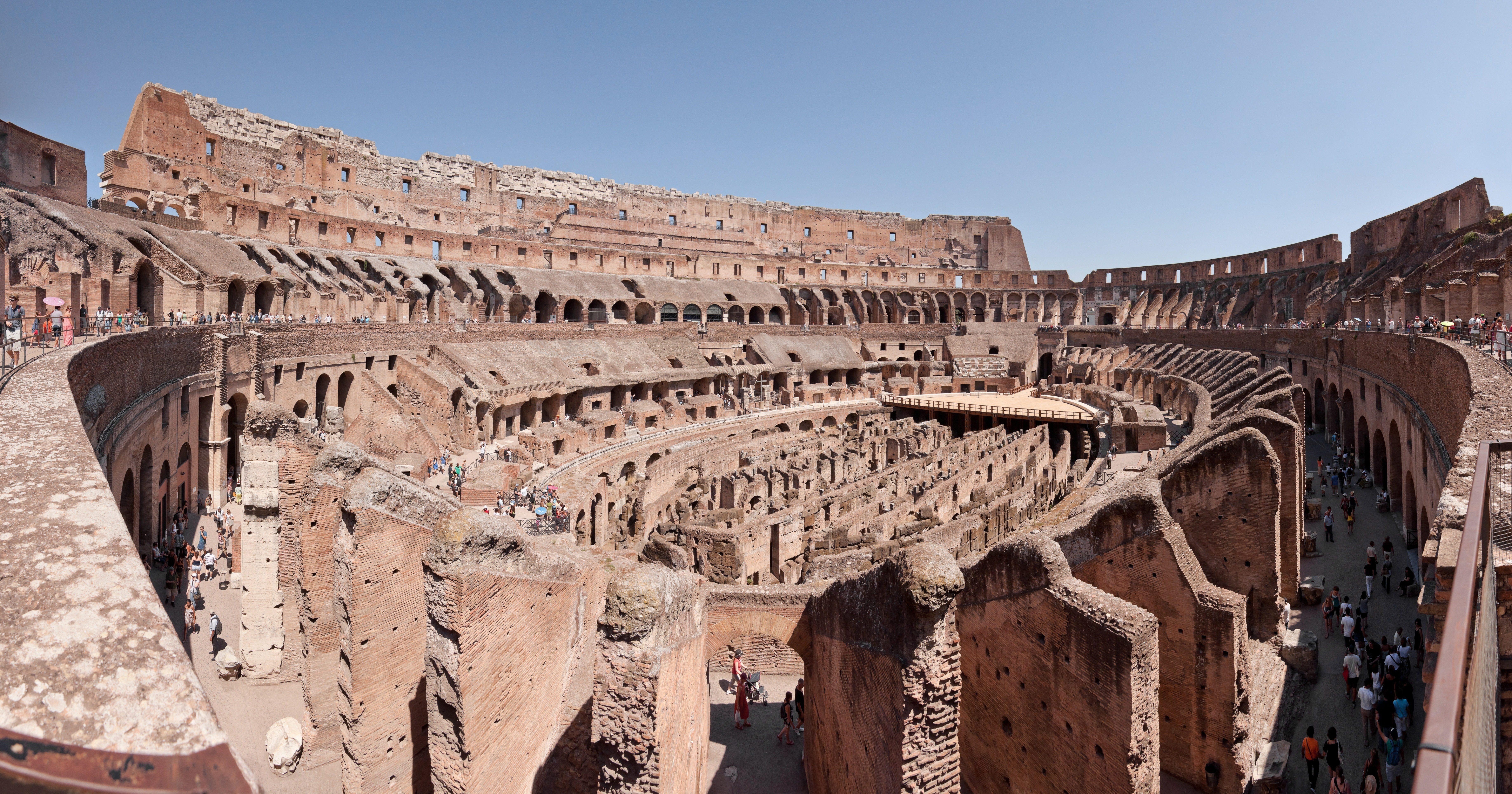
Interni del Colosseo

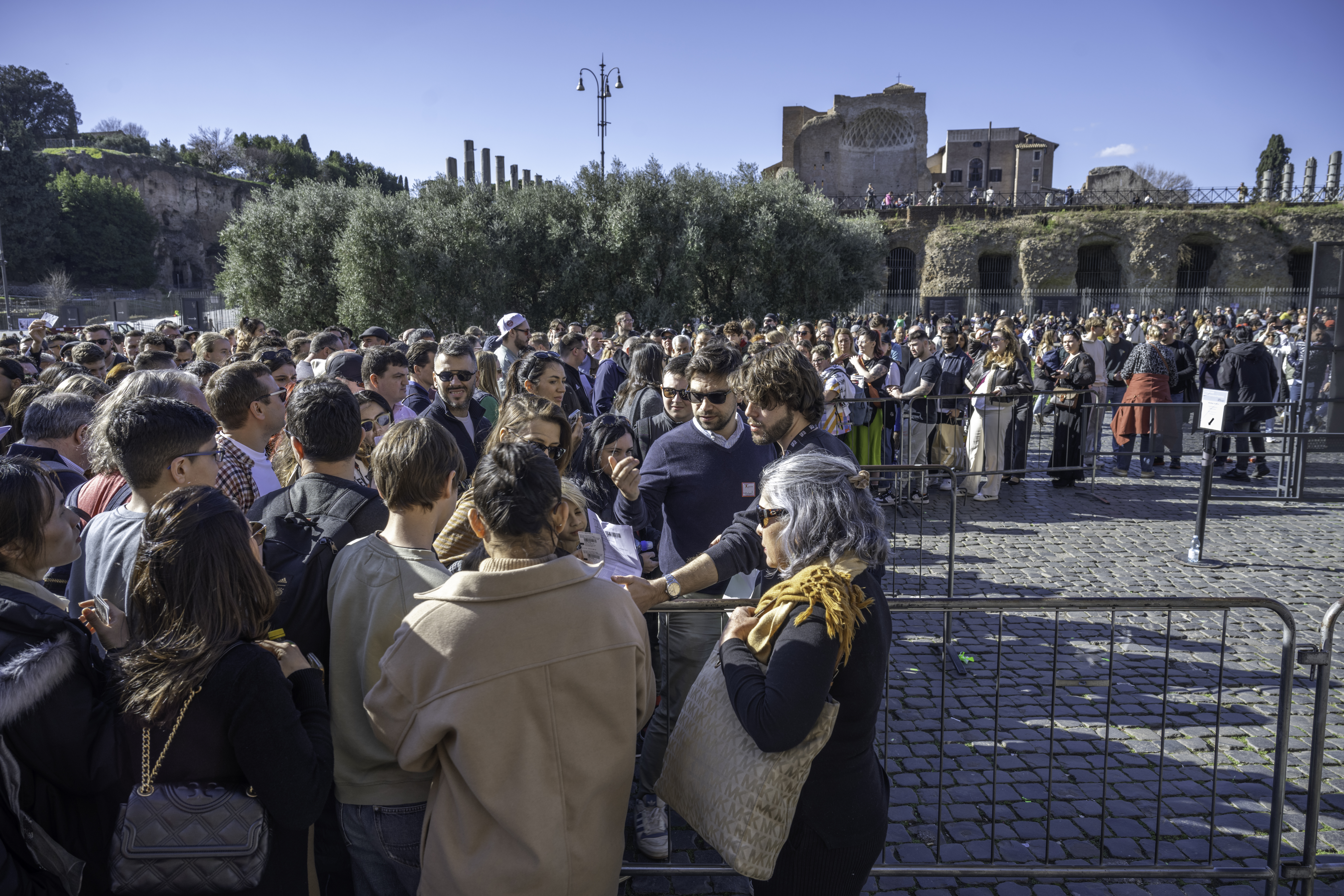
File di persone per entrare nel Colosseo

Il Colosseo è un bene in consegna al Parco archeologico del Colosseo e da esso è direttamente gestito e tutelato.
Nel 2016 il circuito di Colosseo, Foro romano e Palatino è stato visitato da 6 408 852 persone, confermandosi il sito più visitato in Italia.
Secondo uno studio condotto da Deloitte, azienda multinazionale leader nel settore della consulenza e revisione, il Colosseo contribuisce al PIL italiano per 1,4 miliardi di euro come attrazione turistico-culturale, e ha un valore sociale stimato di circa 77 miliardi di euro.
Nel 2018 è stato visitato da oltre 7,6 milioni di visitatori. Nella tabella che segue è riportato l'andamento complessivo del "Circuito archeologico Colosseo, Foro romano e Palatino" negli ultimi anni, sulla base dei dati dell'ufficio statistico dei beni culturali italiani:
| Anno | Visitatori totali | Introiti lordi        | Prezzo medio entrata |
| ---- | ----------------- | --------------------- | -------------------- |
| 2019 | 7 500 000         | 73 milioni di €       | € 9,75               |
| 2018 | 7 665 000         | 75 milioni di €       | € 9,75               |
| 2017 | oltre 7 milioni   | circa 70 milioni di € | € 9,75               |
| 2015 | 6 551 046         | € 57 517 892,00       | € 9,50               |
| 2014 | 6 171 702         | € 41 440 839,00       | € 6,71               |
| 2013 | 5 625 219         | € 39 657 672,00       | € 7,05               |
| 2008 | 4 777 989         | € 32 284 235,70       | € 6,76               |
| 2003 | 3 135 905         | € 18 475 072,00       | € 5,89               |
| 1998 | 2 811 076         | € 11 196 963,23       | € 3,98               |

### Problemi
I rivenditori abusivi di biglietti continuano a essere al centro dell'attenzione dei Carabinieri; queste persone si occupano illegalmente di attività di commercio ambulante a nome di presunte agenzie turistiche, o mediazione nella vendita di biglietti di ingresso al Colosseo. Ricordando, ovviamente, che l’unico ente responsabile della vendita di biglietti è il Parco Archeologico e nessuna agenzia turistica.
Il Colosseo è stato al centro anche di diverse problematiche riguardo la sicurezza, in particolare con il fenomeno dei "centurioni", che intimidivano le guide turistiche nel Parco Archeologico, esigendo una percentuale dei loro guadagni per permetter loro di continuare a lavorare e vivere sotto minaccia di violenza. Questo fenomeno di illegalità nell'area del Colosseo è un problema persistente che ha sfidato varie amministrazioni comunali, nonostante le ordinanze e i divieti implementati e le sfide legali al TAR (Tribunale Amministrativo Regionale).

## Collegamenti
| È raggiungibile dalla fermata Colosseo | del tram 3 |